# Einhornhöhle (Harz)
Die Einhornhöhle ist eine Karsthöhle im Zechstein-Dolomit. Sie liegt bei Scharzfeld im gemeindefreien Gebiet Harz des niedersächsischen Landkreises Göttingen. Die Höhle ist die größte Besucherhöhle im Westteil des Harzes.
Sie ist als Naturdenkmal ausgewiesen und wurde 2006 als ein Bestandteil der Zechstein-Karstlandschaft am Südharz in die Liste der 77 bedeutenden Nationalen Geotope aufgenommen. Seit 2017 ist die Einhornhöhle Teil des UNESCO-Geoparks und offizielles Informationszentrum.

## Geographische Lage
Die Einhornhöhle liegt im Harz. Sie befindet sich nahe dem Herzberger Ortsteil Scharzfeld. Der überdachte Eingangsbereich der Besucherhöhle, die auch einen etwas weiter südwestlich gelegenen Natureingang hat, liegt etwa 1,8 km (Luftlinie) nordöstlich der Scharzfelder St.-Thomas-Kirche auf der Ostflanke der bewaldeten Brandköpfe (ca. 391 m ü. NHN) auf etwa 370 m.

## Beschreibung

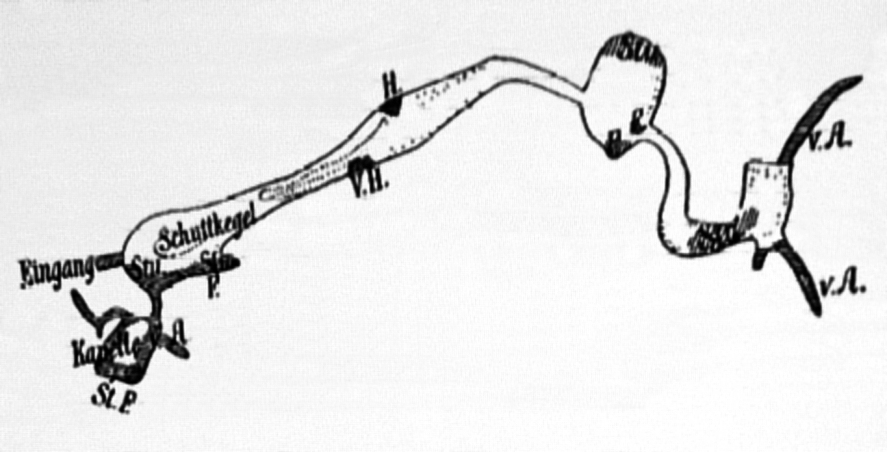
Historische (nicht naturgetreue) Karte der Höhle von 1903, links der natürliche Eingang

Die Höhle hat eine Länge von fast 700 Metern, von denen etwa 300 Meter bei Führungen gezeigt werden. Laut neueren Untersuchungen durch Georadarmessungen und Bohrungen ist die Höhle weitaus länger als die bisher bekannten Teile. In der Höhle reihen sich mehrere Hallen und Dome aneinander, die durch niedrigere Gänge miteinander verbunden sind. Der Hohlraum der Höhle ist bis zu 50 Meter hoch, allerdings größtenteils mit Sedimenten mit einer Mächtigkeit zwischen 15 und 30 Meter verfüllt. Sie gelangten während der Eiszeiten auf natürliche Weise in die Höhle.
Den natürlichen Eingang bilden zwei Deckeneinstürze im Südwesten im Bereich der Blauen Grotte, durch die die Höhle über Jahrhunderte betreten wurde. 1895 entstand im Nordwesten der Höhle ein 12 Meter langer Tunnel als neuer Zugang, der in den
Weißen Saal der Löns-Stollen mündet und seither der Haupteingang ist.
In der Höhle finden sich folgende größeren Hallen und Räume:
- der Weiße Saal,
- der Schiller-Saal,
- die Leibniz-Halle,
- die Blaue Grotte.

Daneben gibt es eine Reihe kleinerer Räume, Dome, Grotten und Gänge, wie die Martha-Grotte, die Struckmann-Grotte, die Wolfskammer, den Bärengang, den Virchow-Gang, den Jacob Friesen-Gang und die von-Alten-Kapelle.
Die Höhle hat durch die Deckenöffnung in der Blauen Grotte ein spezielles Klima. Es herrschen konstant 7 bzw. 4 °Celsius Verdunstungskälte.

### Paläontologie
Die Sedimentschichten im Inneren der Höhle stellen ein geologisches und paläontologisches Archiv dar. Sie enthalten Knochenreste von Tieren, die seit dem Eiszeitalter im Inneren verendeten sowie durch Raubtiere oder Menschen hinein geschleppt wurden. Bisher konnten anhand der zahlreichen Knochenfunde über 70 Tierarten wissenschaftlich bestimmt werden, darunter 60 Säugetierarten wie Höhlenbär, Höhlenlöwe und Wolf. In der Höhle herrschen wegen ihrer ganzjährig niedrigen Durchschnittstemperatur günstige Erhaltungsbedingungen für das Knochenmaterial. Auch wegen der chemischen Bodenzusammensetzung aus kalkreichem Material erfolgt keine Demineralisierung der Knochen.

## Geschichte

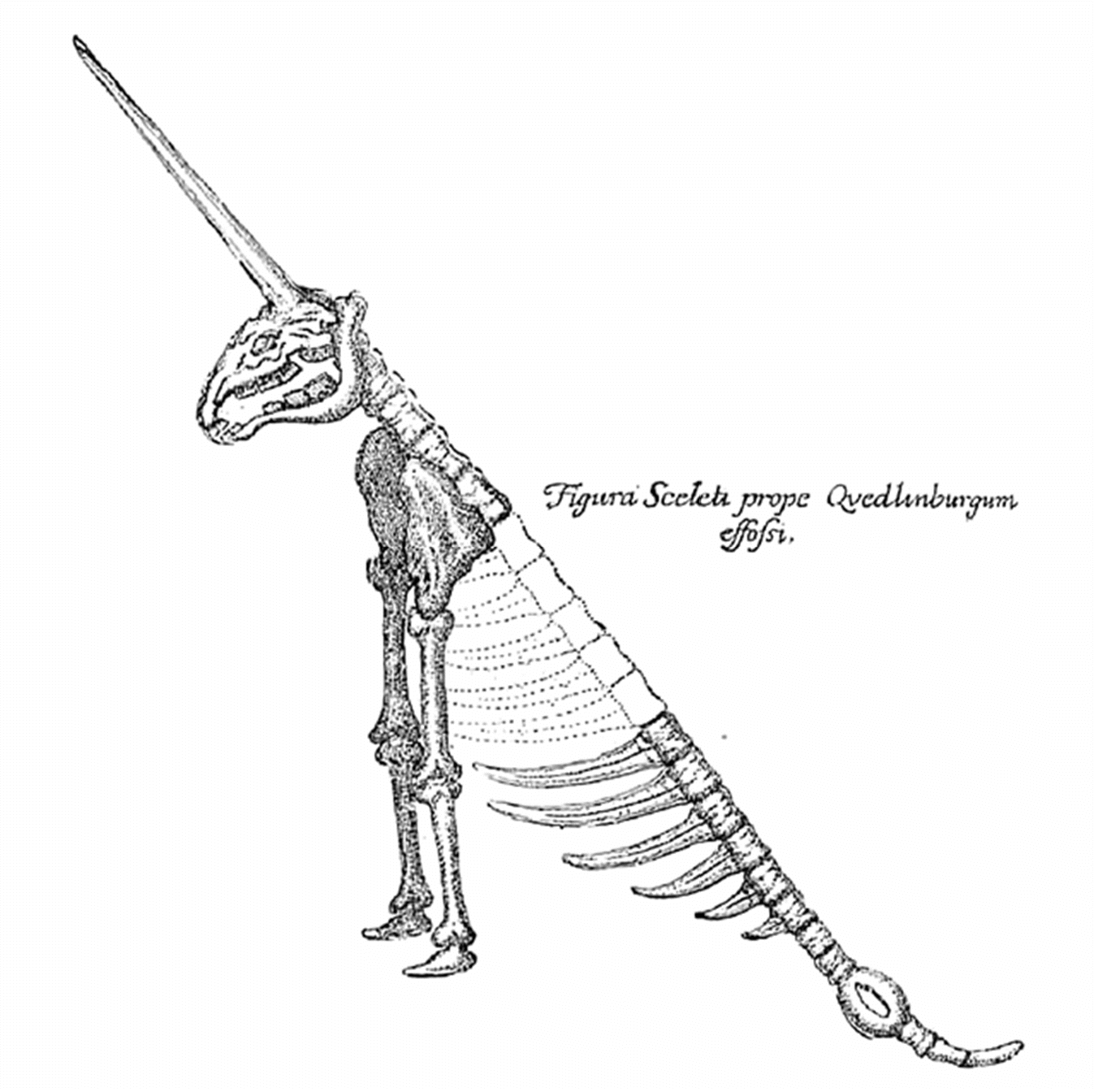
Einhorndarstellung in Leibniz’ Protagaea

1541 wurde die Höhle zum ersten Mal urkundlich erwähnt. Anfangs wurde sie auch als „Zwergenloch“, „Quergeloch“ oder „Scharzfeldische Höhle“ bezeichnet. Namensgebend für die Höhle waren die Funde von Knochen und Zähnen, die dem sagenhaften Fabelwesen des Einhorns zugeordnet wurden. 1583 berichtete ein Chronist, dass in der Höhle nach Einhornknochen gegraben wurde, die als Heilmittel galten und enorm hohe Preise erzielten. Wahrscheinlich handelte es sich bei dem Knochenmaterial um Überreste großer Säugetiere.
Otto von Guericke, der damalige Bürgermeister von Magdeburg, berichtete 1672 in seinen Neuen Magdeburger Versuchen von einem Fossilfund im Zeunickenberg bei Quedlinburg, den er als das Skelett eines Einhorns interpretierte: „Es trug sich auch in diesem Jahre 1663 zu, (…) dass man das Gerippe eines Einhorns fand.“ Im Jahre 1686 besuchte Gottfried Wilhelm Leibniz die Höhle und schrieb in seinem Bericht auch über den Handel mit Einhorn-Artefakten. Später beschäftigte sich Leibniz mit dem von Guericke beschriebenen Fund und entwarf in seiner Schrift Protagaea eine Fantasie-Rekonstruktion des angeblichen Einhorns. Diese Darstellung wird heute als Werbesymbol der Schauhöhle genutzt.
Im Jahre 1872 führte Rudolf Virchow eine systematische Untersuchung der Höhle durch und erkannte, dass es sich bei den Knochenfunden um fossile Reste von Großsäugern handelte. In den Jahren 1925 und 1926 unternahm der Prähistoriker Karl Hermann Jacob-Friesen Ausgrabungen in der Höhle, um auf Funde aus der Altsteinzeit zu stoßen und um den ehemaligen Eingang freizulegen.
1956 und 1958 nahmen Göttinger Studenten im Auftrag des Landesmuseums Hannover im Virchow-Gang der Höhle Ausgrabungen vor. Es wurde eine große Anzahl von Säugetier-Skelettteilen geborgen, unter denen die von Bären am häufigsten vertreten waren. Weitere Ausgrabungen erfolgten 1968 durch Klaus Duphorn.

### Neuere Forschungen
Seit 1984 forscht der Paläontologe Ralf Nielbock von der TU Clausthal, seit 1986 mit Stefan Veil vom Landesmuseum Hannover, in der Einhornhöhle. Während damaliger bis etwa 1989 anhaltender Grabungskampagnen wurden zahlreiche Steinwerkzeuge aus der Zeitstellung des Neandertalers in der Höhle gefunden. Es gelang der Nachweis einer artenreichen, eiszeitlichen Kleinsäugerfauna in nahezu allen Bereichen der Höhlensedimente sowie eines großen Höhlenportals, das heutzutage bis oben verfüllt ist.
Seit 2009 werden von Universitäten in Berlin und Hannover, der LIAG und der Bundesanstalt für Geowissenschaften und Rohstoffe (BGR) umfassende geophysikalische Messungen durchgeführt. Ziel ist die Erfassung bekannter Hohlräume, die Suche nach möglichen Fortsetzungen und die Abschätzung der Sedimentfüllung der Einhornhöhle.
Ab 2010 intensivierte sich die Erforschung der Höhle wieder, nachdem über 25 Jahre die geowissenschaftlichen, archäologischen und paläontologischen Ausgrabungen geruht hatten. Zur Durchführung weiterer Untersuchungen bildete sich ein Netzwerk, dem die Gesellschaft Unicornu fossile als Betreiberverein der Höhle, das Landesamt für Bergbau, Energie und Geologie und das Leibniz-Institut für Angewandte Geophysik (LIAG) aus Hannover, die Freie Universität Berlin und die Georg-August-Universität Göttingen, das paläon sowie das Niedersächsische Landesamt für Denkmalpflege angehören. Das Hauptaugenmerk der jüngeren Untersuchungen liegt auf dem ehemaligen Zugangsportal aus der Zeit der Neandertaler.
2014 stießen Forscher bei Bohrungen auf einen neuen, bislang unbekannten Hohlraum südlich der Blauen Grotte. Durch eine in 11 Meter Tiefe hinabgelassene Kamera konnte festgestellt werden, dass es sich um einen vermutlich über Jahrzehntausende verschlossenen Gang handelt, dessen Spannweite auf mindestens 20 Meter geschätzt wird. Vermutlich verfügte der neue Teil über einen weiteren Höhleneingang, so deuten es neueste geophysikalische Messungen an. Die Gesamtlänge dürfte etwa 150 Meter betragen. Bislang wurde keine begehbare Verbindung zur Einhornhöhle gefunden.
2017 wurde eine weitere, 40 Meter tiefe Bohrung durchgeführt, bei der ein bisher unbekannter Höhlenraum entdeckt wurde. Dies lässt darauf schließen, dass die Einhornhöhle eine Gesamtlänge von einem Kilometer hat.
2018 stellte das Niedersächsische Ministerium für Wissenschaft und Kultur 230.000 Euro für interdisziplinäre Forschungen innerhalb der Höhle zur Verfügung. Sie wurden vom Niedersächsischen Landesamt für Denkmalpflege, der Gesellschaft Unicornu fossile e. V., der Universität Göttingen, der Freien Universität Berlin und dem Staatlichen Naturhistorischen Museum Braunschweig durchgeführt. Die Fördermittel waren für neue Ausgrabungen im Jacob-Friesen-Gang und im Bereich des verschütteten, alten Höhlenzugangs vorgesehen, um die Schichtenfolge aus der letzten Kaltzeit, der Weichsel-Kaltzeit, von 117.000 bis 11.700 Jahre vor heute aufzuschließen. Die Ausgrabungen begannen 2019. Beteiligt waren Studenten der Universität Göttingen, der TU Clausthal, der TU Braunschweig, der Eberhard Karls Universität Tübingen sowie der Ruhr-Universität Bochum. Es erfolgen Untersuchungen an Ablagerungen in der Höhle und an einem verschütteten Eingang. Zu den Funden gehörten ein großer Knochen eines Höhlenbären und dessen Unterkiefer mit Zähnen. Des Weiteren wurden in einer rund 200.000 Jahre alten Fundschicht zwei Zehenknochen eines Höhlenlöwen gefunden. Untersuchungen ergaben, dass eine Schnittspur auf eine Enthäutung zur Fellgewinnung deutet und dass die Pfote mit Krallen im Fell belassen wurde. Aufgrund einer Speerverletzung an den Knochen eines 1985 gefundenen Höhlenlöwen in Siegsdorf folgerten die Wissenschaftler, dass die Neandertaler Jagd auf Löwen machten. Die offenbar gezielte Erhaltung der Pfote deute auf die Bedeutung des Löwenfells als Prestigeobjekt bei den Neandertalern.
(Siehe auch: Löwenmensch)
2020 wurden die Ausgrabungen fortgesetzt. Dabei wurde im verstürzten Eingangsbereich der Höhle mit dem verzierten Riesenhirsch-Knochen ein vor etwa 51.000 Jahren vom Neandertaler hergestelltes Artefakt gefunden. Es ist das älteste verzierte Objekt, das bisher in Niedersachsen entdeckt wurde. Forscher interpretieren es als einen Hinweis darauf, dass der Neandertaler ein ästhetisches Empfinden hatte und über Symbole kommunizierte.

## Tagungen und Auszeichnungen

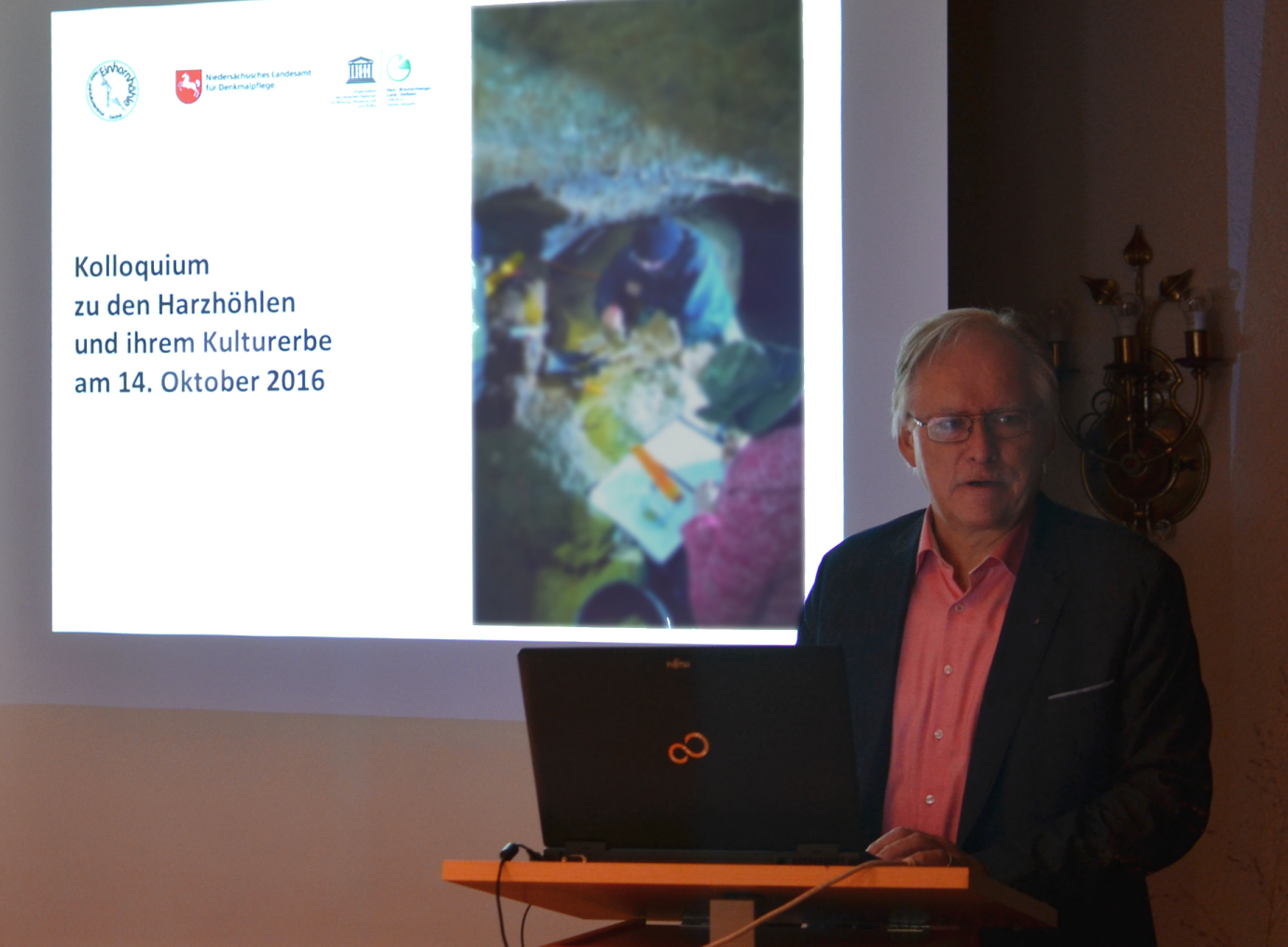
Kolloquium mit Ralf Nielbock von der Gesellschaft Unicornu fossile als Betreiberverein der Höhle, 2016

2016 führten der Betreiberverein der Höhle, das Niedersächsische Landesamt für Denkmalpflege und der Geopark Harz – Braunschweiger Land – Ostfalen ein Kolloquium zu den Harzhöhlen und zur weiteren wissenschaftlichen Erschließung der Einhornhöhle durch. Laut den Veranstaltern zeigte das Kolloquium die große Wertigkeit der Höhle für die Steinzeit- und Eiszeitforschung im gesamteuropäischen Kontext auf.
Im Jahr 2017 wurde die Einhornhöhle als erste Einrichtung im Landkreis Göttingen als Informationszentrum des UNESCO-Geoparks Harz – Braunschweiger Land – Ostfalen ausgezeichnet. Die Auszeichnung erfolgte am 9. Mai 2017 vor der Höhle, als der Göttinger Landrat Bernhard Reuter die Plakette für das Informationszentrum an die Gesellschaft Unicornu fossile e. V. als Betreiber der geotouristischen Einrichtung überreichte.

## Sage
Einer Sage nach hängt die Entdeckung der Höhle mit der nahegelegenen Steinkirche Scharzfeld zusammen. In der höhlenartigen Steinkirche habe in heidnischer Zeit eine weise alte Frau gelebt, die Ratsuchenden geholfen habe. Eines Tages habe sie ein Mönch in schwarzer Kutte in Begleitung von fränkischen Kriegern vertrieben. Ein Einhorn soll sie vor ihren Verfolgern geschützt haben. Die Frau schloss sich der Hexengemeinde auf dem Hexentanzplatz des Brockens an. Danach sei der schwarze Mönch in einem Erdloch verschwunden, was zur Entdeckung der Einhornhöhle geführt habe. Eigentlich gab es aber keine Entdeckung der Höhle, da sie schon seit der Steinzeit bekannt war und nie in Vergessenheit geraten ist.

## Tourismus

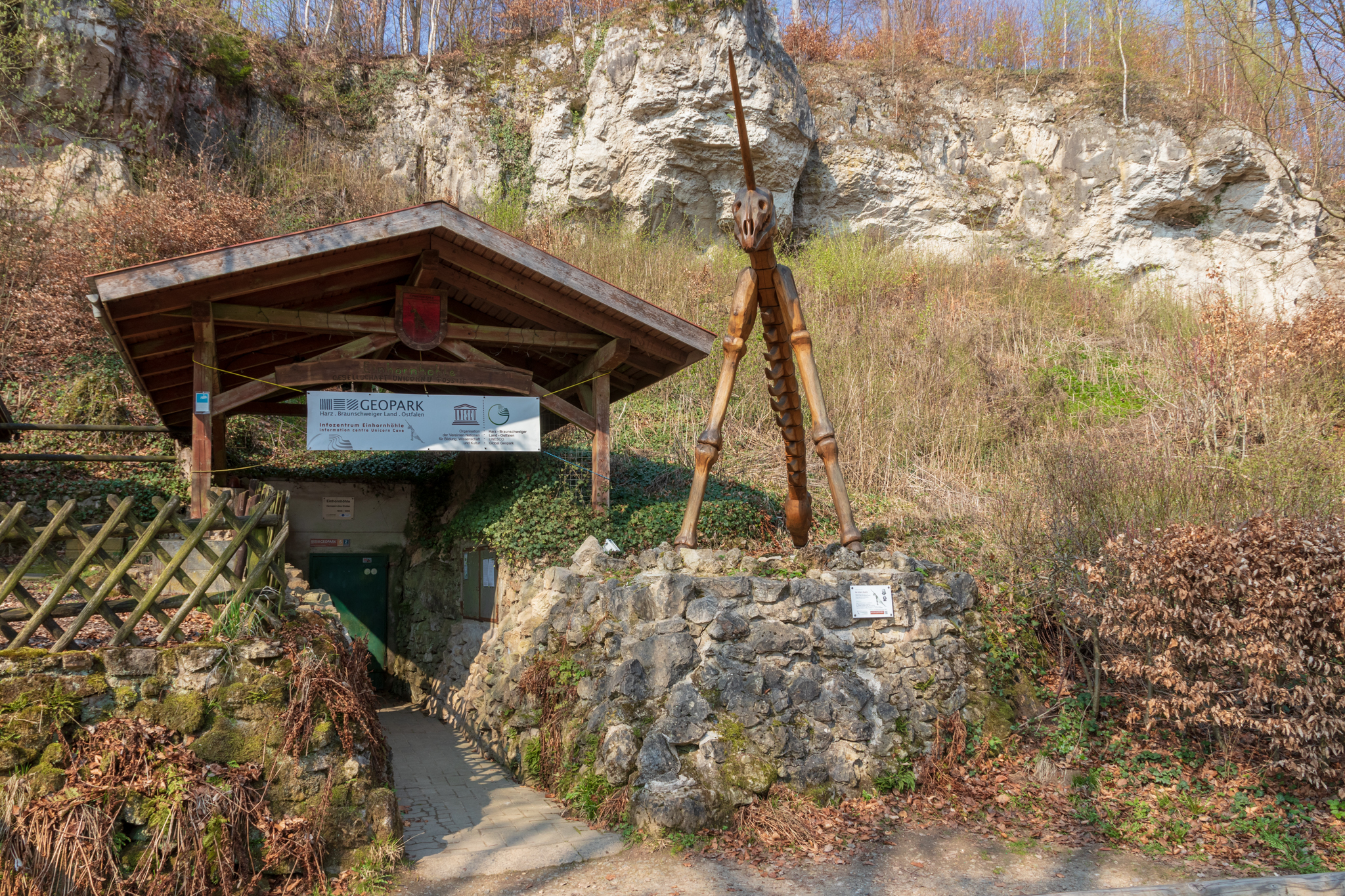
Eingangsbereich zum Zugangsstollen der Einhornhöhle und hölzerne Einhorn-Skulptur

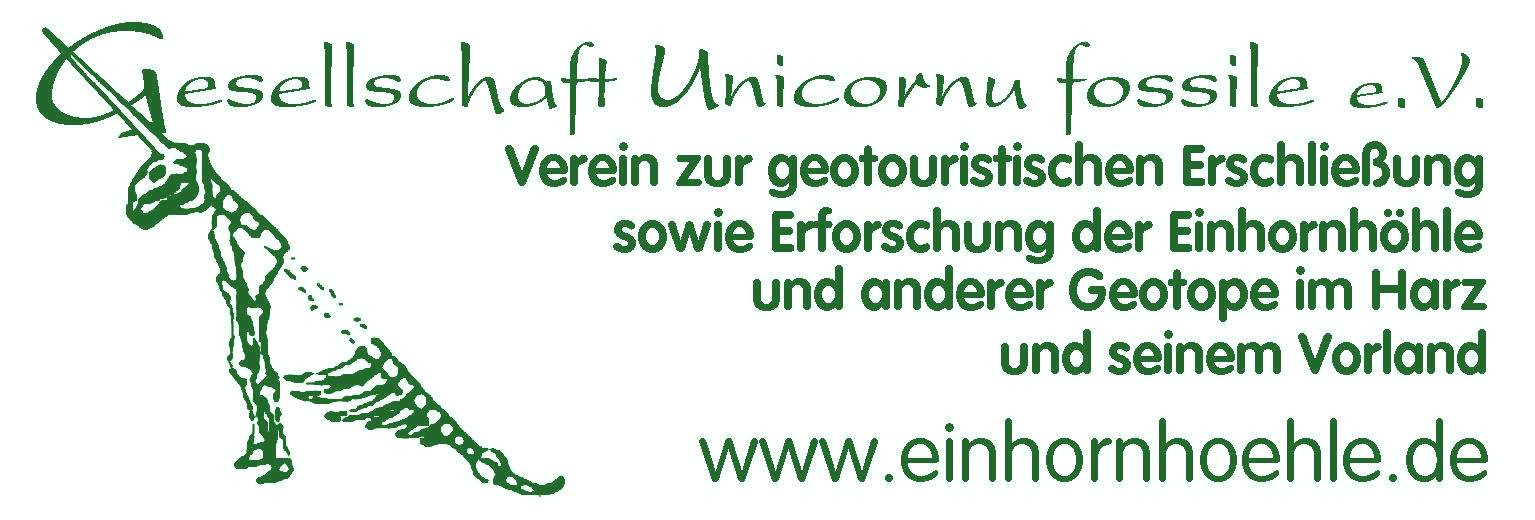
Stempel des heutigen Betreibervereins

Schon in der Neuzeit setzte ein Höhlentourismus ein, an dem sich auch Herzöge und Könige beteiligten. Viele Höhlentouristen, darunter Prominente, hinterließen an den Höhlenwänden ihre Namensinschriften, die noch heute vorhanden sind. 1895 wurde ein etwa 12 Meter langer Stollen aufgefahren, der von außen den Zugang in den Weißen Saal ermöglichte. Vermutlich wurde der heute Löns-Stollen genannte Zugang von einem Brauereibesitzer angelegt, der die Höhle von der Gemeinde gepachtet hatte und sie von 1895 bis 1903 als Bierkeller nutzte. Danach pachtete ein Scharzfelder Hotelier die Höhle und veranstaltete für seine Gäste Höhlenführungen. 1908 pachtete der Harzklub-Zweigverein Scharzfeld die Höhle und präsentierte sie der Öffentlichkeit durch Höhlenführer. Der Verein erbaute 1948 vor dem Höhleneingang eine kleine Baude als Aufenthalts- und Verkaufsraum sowie als Waldgaststätte. Im Jahr 2001 stellte der Harzklub seinen Führungsbetrieb in der Höhle ein.
2002 gründete sich als neuer Höhlenverein die Gesellschaft Unicornu fossile e. V., die 2003 die Höhlenführungen wieder aufnahm. Darüber hinaus wird die Höhle für Veranstaltungen genutzt, unter anderem seit 2012 in den Sommermonaten für Klangabende. Der gemeinnützige Höhlenverein betreibt die Höhle ohne Unterstützung der öffentlichen Hand.
2004 entstand das „Haus Einhorn“ am Besuchereingang. Es ist eine gastronomisch bewirtschaftete Baude, in der sich ein Höhlenmuseum und eines der drei Informationszentren des Geoparks Harz – Braunschweiger Land – Ostfalen befindet. An der Baude befindet sich die Stempelstelle Nr. 101 der Harzer Wandernadel. Sie liegt am Karstwanderweg.
Am Besuchereingang wurde 2008 eine nach Leibniz’ Zeichnung gestaltete hölzerne Einhornskulptur aufgestellt. Nachdem sie 2015 wegen morschen Holzes zusammengestürzt war, erneuerte der Betreiberverein der Höhle die Skulptur im „Leibniz-Jahr 2016“.
In der Höhle kam es vielfach zu Filmaufnahmen, unter anderem für Dokumentationsreihen wie Andreas Kieling – Mitten im wilden Deutschland. Sie diente auch als Kulisse für Verfilmungen, wie für den Tom Sawyer-Film von 2011, den NDR-Kinderfilm Das Geheimnis der Zwerge von 2009 und das Hauff-Märchen Das kalte Herz von 1978. 2017 wurden Teile der Serie Dark, die auf Netflix ausgestrahlt wurde, im Bereich der Einhornhöhle gedreht.
Derzeit (2024) hat die Höhle jährlich etwa 30.000 Besucher. Die Einhornhöhle ist für Rollstuhlfahrer und Kinderwagen geeignet.

## Filmdokumentation
- NaturNah: Die Einhornhöhle. 30-minütige Natur-Dokumentation des NDR, Erstausstrahlung am 20. März 2012.[39][40] (Film auf YouTube)

## Trivia
Die Einhornhöhle mit ihren fossilen Funden war für Gottfried Wilhelm Leibniz ein Ideengeber für sein berühmtes Geologiebuch Protogaea (Urerde). In diesem Werk berichtet der Universalgelehrte auch über Fischabdrücke aus dem Kupferschiefer-Aufschluss am Fuchshaller Weg in Osterode. Vor rund 200 Millionen Jahren entstand im Zechstein das Kupferschieferflöz, die größte Silber- und Kupferlagerstätte Deutschlands. Bei seinen Arbeiten in Osterode hatte man Leibniz Fischabdrücke aus dem Kupferschiefer von Osterode gezeigt, die er als versteinerte Fische erkannte, während man bis dahin vermutet hatte, es handele sich um „Spiele der Natur“.